# Санс-Сусі (Південна Кароліна)
Санс-Сусі (англ. Sans Souci) — переписна місцевість (CDP) в США, в окрузі Грінвілл штату Південна Кароліна. Населення — 8581 особа (2020).

## Географія
Санс-Сусі розташований за координатами 34°53′27″ пн. ш. 82°25′23″ зх. д. / 34.89083° пн. ш. 82.42306° зх. д. (34.890783, -82.422996).  За даними Бюро перепису населення США в 2010 році переписна місцевість мала площу 8,70 км², з яких 8,57 км² — суходіл та 0,13 км² — водойми.

## Демографія
Згідно з переписом 2010 року, у переписній місцевості мешкало 7869 осіб у 3247 домогосподарствах у складі 1926 родин. Густота населення становила 905 осіб/км².  Було 3825 помешкань (440/км²).
Расовий склад населення:
| - 69,5 % — білих - 15,3 % — чорних або афроамериканців - 1,7 % — корінних американців - 1,0 % — азіатів - 0,1 % — вихідців з тихоокеанських островів - 9,7 % — осіб інших рас |

До двох чи більше рас належало 2,7 %. Частка іспаномовних становила 17,1 % від усіх жителів.
За віковим діапазоном населення розподілялося таким чином: 23,4 % — особи молодші 18 років, 62,8 % — особи у віці 18—64 років, 13,8 % — особи у віці 65 років та старші. Медіана віку мешканця становила 35,2 року. На 100 осіб жіночої статі у переписній місцевості припадало 91,0 чоловіків;  на 100 жінок у віці від 18 років та старших — 90,7 чоловіків також старших 18 років.
Середній дохід на одне домашнє господарство  становив 35 502 долари США (медіана — 27 455), а середній дохід на одну сім'ю — 40 493 долари (медіана — 32 923). Медіана доходів становила 27 208 доларів для чоловіків та 28 036 доларів для жінок. За межею бідності перебувало 33,1 % осіб, у тому числі 52,6 % дітей у віці до 18 років та 15,1 % осіб у віці 65 років та старших.
Цивільне працевлаштоване населення становило 3481 особа. Основні галузі зайнятості: освіта, охорона здоров'я та соціальна допомога — 22,1 %, виробництво — 17,0 %, роздрібна торгівля — 10,7 %, мистецтво, розваги та відпочинок — 9,5 %.